# MICHI
MICHI（ミチ、1996年3月30日 - ）は、日本の女性歌手・女優。沖縄県沖縄市出身。血液型はA型。女優としては當山 美智子（とうやま みちこ）名義でも活動。

## 略歴
高校在学中の2013年、當山美智子としてウィルコム沖縄イメージガールに選ばれ、2年間務めた。
2015年に上京、TVアニメ『六花の勇者』エンディングテーマのボーカルオーディションに合格。名義をMICHIに改め、同年7月22日にElements Gardenプロデュースの両A面シングル「Cry for the Truth/Secret Sky」でデビュー。
2018年4月、スワロウからWonderwaveへの移籍を発表。
2020年より女優としても活動。同年公開の映画『TOKYOドラゴン飯店』（監督 西村喜廣）にリオ役で出演。
2022年にWonderwaveを離れ、Haisai agencyに所属（モアナ業務提携）。同年公開の映画『A CHAOS CONTROL』には當山美智子名義で出演。

## ディスコグラフィー

### シングル
|            | 発売日         | タイトル                     | 規格品番   | 規格品番   | 順位 |
| 初回限定盤 | 発売日         | タイトル                     | 通常盤     |            | 順位 |
| ---------- | -------------- | ---------------------------- | ---------- | ---------- | ---- |
| 1st        | 2015年7月22日  | Cry for the Truth/Secret Sky | PCCG-01482 | PCCG-70260 | 73位 |
| 2nd        | 2016年1月27日  | Checkmate!?                  | PCCG-01498 | PCCG-70289 | 51位 |
| 3rd        | 2016年5月18日  | リアリ・スティック           | PCCG-01524 | PCCG-70317 | 64位 |
| 4th        | 2017年4月28日  | I4U                          | PCCG-01590 | PCCG-70368 | 82位 |
| 5th        | 2018年10月24日 | ソラネタリウム               | QWCE-00692 | QWCE-00693 | 83位 |

### アルバム
|            | 発売日        | タイトル              | 規格品番   | 規格品番   | 順位 |
| 初回限定盤 | 発売日        | タイトル              | 通常盤     |            | 順位 |
| ---------- | ------------- | --------------------- | ---------- | ---------- | ---- |
| 1st        | 2016年9月21日 | Sprint for the Dreams | PCCG-01534 | PCCG-01535 | 50位 |

### タイアップ
| 楽曲               | タイアップ                                       | 時期   |
| ------------------ | ------------------------------------------------ | ------ |
| Cry for the Truth  | テレビアニメ『六花の勇者』オープニングテーマ     | 2015年 |
| Secret Sky         | テレビアニメ『六花の勇者』エンディングテーマ     | 2015年 |
| Checkmate!?        | テレビアニメ『だがしかし』オープニングテーマ     | 2016年 |
| リアリ・スティック | テレビアニメ『クロムクロ』前期エンディングテーマ | 2016年 |
| I4U                | テレビアニメ『つぐもも』エンディングテーマ       | 2017年 |
| ソラネタリウム     | テレビアニメ『あかねさす少女』オープニングテーマ | 2018年 |

### ライブ・イベント
| 公演年 | 形態       | タイトル                                   | 公演日・会場                                     |
| ------ | ---------- | ------------------------------------------ | ------------------------------------------------ |
| 2016年 | ゲスト出演 | P's LIVE TORANOMON SP ～50th Anniversary～ | 1会場全2公演：10月9日 ニッショーホール（東京都） |
| 2017年 | ゲスト出演 | P's LIVE! 05 Go! Love&Passion!!            | 11月26日 横浜アリーナ（神奈川県）                |

## 出演

### ラジオ
- Music Spice!（2016年4月 - 2017年3月、FM FUJI）
- A&G ARTIST ZONE MICHIの THE CATCH（2017年4月 - 9月、超!A&G+）

### 映画
- TOKYOドラゴン飯店（2020年、西村喜廣監督） - リオ 役
- エイサーどんどん（2021年、岸本司監督） - 結菜 役
- レンブとゆりかご（2021年、友利翼監督） - 主演・城間カンナ 役
- A CHAOS CONTROL（2022年、中濱宏介監督） - 我那覇凛 役
- エスパーX探偵社 さよならのさがしもの（2023年、木場明義監督） - 榊原育代 役
- 炎上する君（2023年、ふくだももこ監督） - める 役
- 30S（2023年、佐藤克則監督） - 久住 役

### ネット配信ドラマ
- TOKYOドラゴン飯店 負けるな！！琉球占い師リオちゃん！（2020年8月31日、全4話、Amazonプライムビデオ）- 主演・リオ 役

### CM
- ウィルコム沖縄
- オリオンビール サザンスター「サザンでリフレッシュ」篇

## 受賞歴
- 第五回 渋谷TANPEN映画祭CLIMAXat佐世保2021-22・主演俳優賞（『レンブとゆりかご』）[14]